# فيل موريس
فيل موريس (بالإنجليزية: Phil Morris)‏ (و. 1959 – م) هو كاتب سيناريو، وممثل تلفزيوني، وممثل أفلام، وممثل، من الولايات المتحدة الأمريكية، ولد في آيوا سيتي، آيوا.

## وصلات خارجية
- فيل موريس على موقع IMDb (الإنجليزية)
- فيل موريس على موقع ألو سيني (الفرنسية)
- فيل موريس على موقع أول موفي (الإنجليزية)
- فيل موريس على موقع قاعدة بيانات الأفلام السويدية (السويدية)
- فيل موريس على موقع إن إن دي بي (الإنجليزية)
- فيل موريس على موقع قاعدة بيانات الفيلم (الإنجليزية)
- فيل موريس على موقع كينوبويسك (الروسية)
- فيل موريس على موقع كينوبويسك (الروسية)